# Nikolaos Michaloliakos

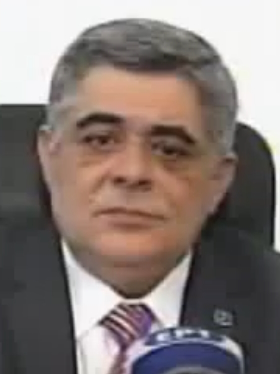
Nikolaos Michaloliakos (2012)

Nikolaos Michaloliakos oder Nikos Michaloliakos (griechisch Νικόλαος «Νίκος» Μιχαλολιάκος, * 11. Dezember 1957 in Athen) ist der Vorsitzende der neonazistischen griechischen Partei Chrysi Avgi.

## Leben
Michaloliakos trat mit 16 Jahren der nationalistischen „Partei des 4. August“ von Konstantinos Plevris, einem Holocaustleugner und antisemitischen Vertreter der extremen Rechten, bei. Er war auch in der Athener Organisation der EOKA-B aktiv. Er studierte Mathematik an der Universität Athen.
Zum ersten Mal wurde er im Juli 1974 während einer Demonstration vor der britischen Botschaft in Athen gegen die Haltung Großbritanniens zur türkischen Invasion auf Zypern festgenommen.
Eine erneute Festnahme erfolgte wegen Körperverletzung an Journalisten im Dezember 1976 anlässlich der Beerdigung von Evangelos Mallios, einem von der Terrororganisation 17. November getöteten Polizeibeamten, der während der griechischen Militärdiktatur Gefangene gefoltert hatte. Während seines Aufenthalts im Gefängnis von Korydallos lernte er die inhaftierten Anführer der Militärjunta kennen. Seinen Wehrdienst leistete er bei einer Fallschirmjägereinheit ab, bis er 1978 wegen unerlaubten Waffen- und Sprengstoffbesitzes verhaftet und aus der Armee entlassen wurde.
Nach seiner Freilassung gründete er die Zeitschrift „Chrysi Avgi“ (griechisch für „Goldene Morgenröte“). 1984 trat Michaloliakos der „Nationalen Politischen Union“ (EPEN) bei, die auf Initiative des ehemaligen Diktators Georgios Papadopoulos gegründet wurde; dieser ernannte ihn zum Anführer der Jugendorganisation der Partei. Im Januar 1985 brach er mit der EPEN und gründete die „Völkische Nationale Bewegung Chrysi Avgi“.
Er ist mit Eleni Zaroulia verheiratet, die seit Juni 2012 ebenfalls für die Chrysi Avgi im Parlament sitzt und Mitglied in der europäischen Kommission für Gleichheit und Nicht-Diskriminierung ist.
Im Juni 2012 wurde kurzfristig die Tochter von Michaloliakos festgenommen, mit ihr fünf andere Personen. Unter den Festgenommenen befanden sich auch Ilias Panagiotaros und Ioannis Vouldis, zwei Chrysi Avgi-Abgeordnete. Grund für die Festnahme war der Verdacht eines Angriffs auf einen 31-jährigen Pakistani. Alle sechs Festgenommenen kamen mangels Beweisen nach kurzer Zeit wieder auf freien Fuß.
Michaloliakos lebt in Pefki, einem Vorort im Norden Athens.
Nachdem der linksgerichtete Musiker Pavlos Fyssas von einem Anhänger der Chrysi Avgi erstochen worden war, wurde Michaloliakos am 28. September 2013 wegen des Vorwurfs der Bildung einer kriminellen Vereinigung festgenommen. Im Gegensatz zu anderen Mitgliedern der Partei, die festgenommen wurden und später gegen Kaution freikamen, verblieb Michaloliakos in Haft. Ein Polizeisprecher teilte mit, dass in Michaloliakos’ Haus ein Jagdgewehr, ein Revolver und eine Pistole gefunden wurden, für die keine Waffenscheine vorhanden gewesen seien. Zudem hat Michaloliakos ein großes Porträt von Adolf Hitler besessen.
Im Oktober 2020 wurden Michaloliakos und sechs weitere Parteimitglieder schuldig gesprochen. Das Gericht sah es als erwiesen an, dass sie als Anführer einer kriminellen Organisation fungierten. Gegen Michaloliakos und sechs weitere Führungsmitglieder wurde eine Haftstrafe von 13 Jahren ausgesprochen.

## Politische Karriere
Michaloliakos ist seit Gründung der Chrysi Avgi deren Anführer. Offiziell „Generalsekretär“ der Partei, lässt er sich von deren Anhängern als „Führer“ (griechisch αρχηγός) bezeichnen. Bei nationalen Wahlen verzeichnete die Partei 25 Jahre lang keine nennenswerten Erfolge und scheiterte an der Dreiprozenthürde.
2010 wurde Michaloliakos in den Stadtrat der Hauptstadt Athen gewählt, wo er mit dem Hitlergruß provozierte.
Bei der Parlamentswahl im Mai 2012 profitierte die Partei jedoch vom Verdruss der Wähler über die etablierten Parteien, von der Ablehnung der Sparpolitik infolge der griechischen Finanzkrise und der Rezession und von der Empörung über die illegale Einwanderung, die sie mit ihrem Fremdenhass kräftig schürte. Sie erhielt 6,97 % und Michaloliakos wurde mit 20 weiteren Parteigenossen als Abgeordneter in das griechische Parlament gewählt. Als Michaloliakos nach Bekanntgabe der Wahlresultate vor die Presse trat, wurden die Journalisten von einem Leibwächter aufgefordert, sich zu erheben. Wer sich weigerte, wurde angeschrien und aus dem Raum geworfen. Michaloliakos verkündete: „Griechische Bürger brauchen keine Angst vor uns zu haben, die einzigen, die Angst vor uns haben müssen, sind Verräter.“ In einer anderen Äußerung stellte er fest, dass die Partei das Parlament jederzeit verlassen und auf die Straße gehen könne: „Dann werden sie sehen, was ‚Sturmtruppen‘ bedeutet, was Kampf meint und was es heißt, die Bajonette zu schärfen.“
Bei der erneuten Parlamentswahl im Juni 2012 bekam die Partei 18 Sitze im Parlament. Die Partei ist mit leicht abnehmender Stimmenzahl auch 2015 wiedergewählt worden und Michaloliakos war bis seine Partei 2019 nicht wieder ins griechische Parlament gewählt wurde, Abgeordneter.

## Sonstiges
Nach einem Artikel der Zeitung To Ethnos ist Michaloliakos Miteigentümer eines Stundenhotels in Athen, das auch Ausländer beschäftigt.
In einem am 13. Mai 2012 vom Fernsehsender Mega TV gesendeten Fernsehinterview leugnete Michaloliakos den Holocaust:

„Nein, es gab keine Öfen, das ist eine Lüge, das glaube ich nicht, auch keine Gaskammern.“

Als er ein anderes Mal gefragt wurde, ob er an den Holocaust glaube, behauptete er, dass „die ganze Geschichte von Gewinnern geschrieben“ worden sei.
In einem Interview mit dem Sender Mega TV bezeichnete Michaloliakos Adolf Hitler als eine „große Persönlichkeit des 20. Jahrhunderts“.
Als Parteifunktionäre der Chrysi Avgi den in Griechenland nicht verbotenen Hitlergruß zeigten, erklärte Michaloliakos, es handele sich um einen antiken griechischen Gruß, um die Morgenröte und den Gott Apollon zu ehren. Bei einer anderen Gelegenheit behauptete er, es handle sich um den Gruß der Jugendbewegung des Diktators Ioannis Metaxas, auf den sich seine Partei positiv bezieht.
Als der Pressesprecher der Partei Ilias Kasidiaris im Juni 2012 die beiden Parlamentarierinnen Liana Kanelli und Rena Dourou angriff und auf eine von ihnen mehrmals einschlug, verteidigte Michaloliakos die Aktion. „Die Frauen sollten nicht meckern. Sie wollten doch Gleichberechtigung“, meinte er im zyprischen Fernsehsender Sigma.
Die Ankündigung des konservativen Ministers für öffentliche Ordnung, Nikos Dendias, er wolle „Sturmtruppen“ bekämpfen, antwortete Michaloliakos, indem er vor hunderten uniformierter Anhänger rief: „Lasst sie kommen! Ihr seid die Sturmabteilungen der Chrysi Avgi!“
Im Oktober 2012 zeigte Michaloliakos auf einer Demonstration von Jugendlichen den Hitlergruß. Währenddessen sagte er: „Wir grüßen manchmal so, aber unsere Hände sind sauber.“
Michaloliakos schlug im Dezember 2012 vor, gegen die hohe illegale Einwanderung in Griechenland mit Landminen im Grenzgebiet vorzugehen.